# 楓みさと
楓 みさと（かえで みさと、2000年11月15日 - ）は、日本の元女性声優。東京都出身。活動時はRush Styleに預かり所属していた。

## 略歴
高校では放送部に在籍。高校在学中にアミューズメントメディア総合学院東京校にも通っており、2018年度卒業生である。
2018年、高校3年生のときに特別レッスン生としてRush Style付属養成所・RSアカデミーの2期生となり、週一回のレッスンを受ける。同年6月にRush Styleの公式サイトにプロフィールが掲載された。
2022年6月30日をもってRush Styleを退所、廃業した。

## 人物
趣味は雑貨屋やスイーツ店巡り、深海魚を眺めること。ピアノ、折り紙の作品開発などの特技を持つ。
花澤香菜に憧れを抱き、声優を目指した。
自身の性格について「ケセランパセラン」と例えている。

## 出演
太字はメインキャラクター。

### テレビアニメ
- BanG Dream! ガルパ☆ピコ ふぃーばー!（2021年、観客、傍聴席）
- それでも歩は寄せてくる（2022年、女子生徒、女性）
- 継母の連れ子が元カノだった（2022年、女子生徒A）

### ゲーム
- エルクロニクル（2019年、アントラ[8]）
- アート・オブ・コンクエスト（クレイジーアリス）
- 逆転オセロニア（ピリキナータ）

### 吹き替え

#### 映画
- ザ・マミー（英語版）（2019年、モロ〈ネリ・アレドンド〉）
- 眠りに生きる子供たち（2019年、ダーリアの姉、レイラの姉）
- オンネリとアンネリのふゆ（フィンランド語版）（2019年、プティ〈アレクシス・コイスティネン（フィンランド語版）〉）
- オンネリとアンネリとひみつのさくせん（フィンランド語版）（2020年、プティ〈アレクシス・コイスティネン（フィンランド語版）〉）
- フォー・グッド・デイズ（2021年、クロエ〈オードリー・リン〉）
- スレイヤー 7日目の煉獄（2021年、チャーリー〈ブレイディ・ジェネス〉）
- ミックステープ: 伝えられずにいたこと（英語版）（2021年）

#### ドラマ
- ベビー・シッターズ・クラブ（2020年 - 2021年、クリスティ・トーマス〈ソフィー・グレイス〉）
- わかっていても（2021年、ヤン・ドヨン〈イ・ヘウォン〉）

#### アニメ
- みつばちマーヤの大冒険2 ハニー・ゲーム（英語版）（2019年、ロニー、スポッティ 他）
- サマーキャンプ・アイランド（2019年、ベッツィー[9][10]、ペッパー）
- オーティスといっしょ（2021年、セレステ、ホリー）
- ウルフボーイとなんでも工場（英語版） シーズン2（2021年、アクス、ギータ）